# Carl Rosa
Carl Rosa, Carl August Nicholas Rosa o su nombre original, Karl August Nikolaus Rose (Hamburgo, 22 de marzo de 1842 - París, 30 de abril de 1889), fue un violinista, director y sobre todo, empresario de ópera alemán que hizo la mayor parte de su carrera en Inglaterra.

## Biografía

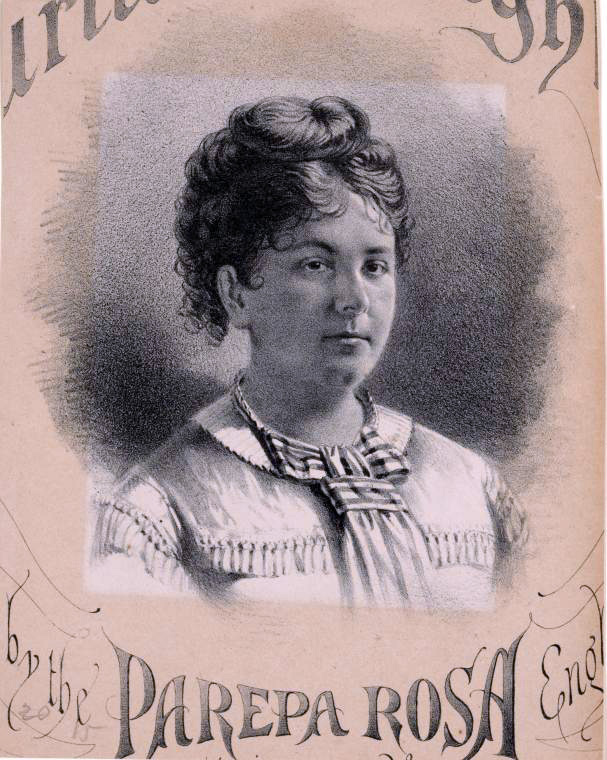
La soprano Euphrosyne Parepa-Rosa (1836-1874), esposa de Carl Rosa.

Karl August Nikolaus Rose nació y creció en su juventud en Hamburgo, Alemania, hijo de Ludwig Rose, un empresario de Hamburgo, y Sophie Becker. Comenzó a aprender a tocar el violín y debutó en público a los ocho años. Su padre, más tarde, lo llevó a Edimburgo y como niño prodigio, a los doce años, hizo varios giras musicales como violinista por Escocia, Inglaterra, Dinamarca y Alemania, hasta los 16 años, ganando una merecida fama. En 1859, entró a estudiar en el Conservatorio de Leipzig (donde conoció y se hizo amigo de Arthur Sullivan) y, en 1862, en París.
En 1863, el joven violinista fue nombrado concertino en su ciudad natal, donde tuvo oportunidades ocasionales para dirigir, permaneciendo allí hasta 1865. Tres años después visitó Inglaterra, presentándose como solista en The Crystal Palace de Londres el 10 de marzo de 1866. Tuvo un éxito considerable también como director, tanto en Inglaterra como en los Estados Unidos, donde realizó una gira en 1866 como miembro de una compañía de conciertos promovida por el empresario de Baltimore Hezekiah Linthicum Bateman donde también estaba la soprano operística escocesa Euphrosyne Parepa. Durante esta gira, el 26 de febrero de 1867 en Nueva York, se casó con Parepa, a quien se la terminó conociendo como Madame Parepa-Rosa.
En 1869, en colaboración con el empresario de Chicago C. D. Hess, la pareja formó la Parepa Rosa English Opera Company en Nueva York y realizó una gira por Estados Unidos durante tres temporadas, con Parepa como estrella y Rosa como director. Llevó la gran ópera a lugares de Estados Unidos que nunca antes la habían visto, interpretando óperas italianas en inglés, lo que las hizo más accesibles al público estadounidense. Después de estas giras, en 1872, los Rosas regresaron a Londres y visitaron Europa y Egipto. Rosa cambió la ortografía de su nombre después de mudarse a Inglaterra, pues la gente tomaba 'Rose', en inglés, como un monosílabo.

## Carl Rosa Opera Company

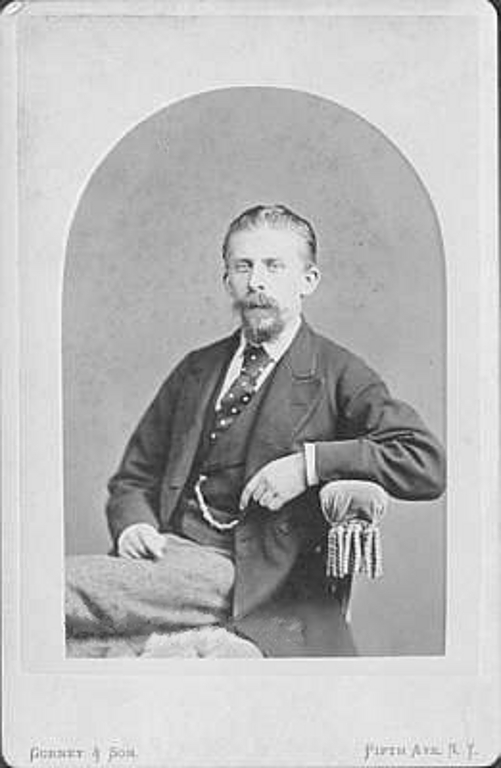
Carl Rosa en un daguerrotipo de Jeremiah Gurney.

En 1873, Rosa y su esposa fundaron la Carl Rosa Opera Company (Compañía de Ópera Carl Rosa) con la presentación de la grand opéra Maritana de William Vincent Wallace en Mánchester el 1 de septiembre para realizar con la compañía una gira por Inglaterra e Irlanda. La política de Carl Rosa era presentar óperas en inglés, y ese seguiría siendo su fundamento. Ese año, Rosa invitó al dramaturgo W. S. Gilbert a que escribiera un libreto para que Rosa lo presentara como parte de la temporada de 1874 en el Drury Lane Theatre. Gilbert amplió uno de los números cómicos de Bab Ballads que había escrito para la revista Fun en un libreto de un acto para la ópera Trial by Jury.
Pero cuando Parepa murió prematuramente en enero de 1874, Rosa abandonó el proyecto y canceló la temporada prevista de 1874, lo que facilitó que en 1875, un competidor de Rosa, el empresario Richard D'Oyly Carte, produjese Trial by Jury con música de Arthur Sullivan. Rosa, más tarde, otorgó una beca Parepa-Rosa en la Royal Academy of Music y siguió produciendo ópera en inglés en varios teatros de Londres. Se casó, por segunda vez, en 1881 con Josephine (m. 1927), y tuvo cuatro hijos.

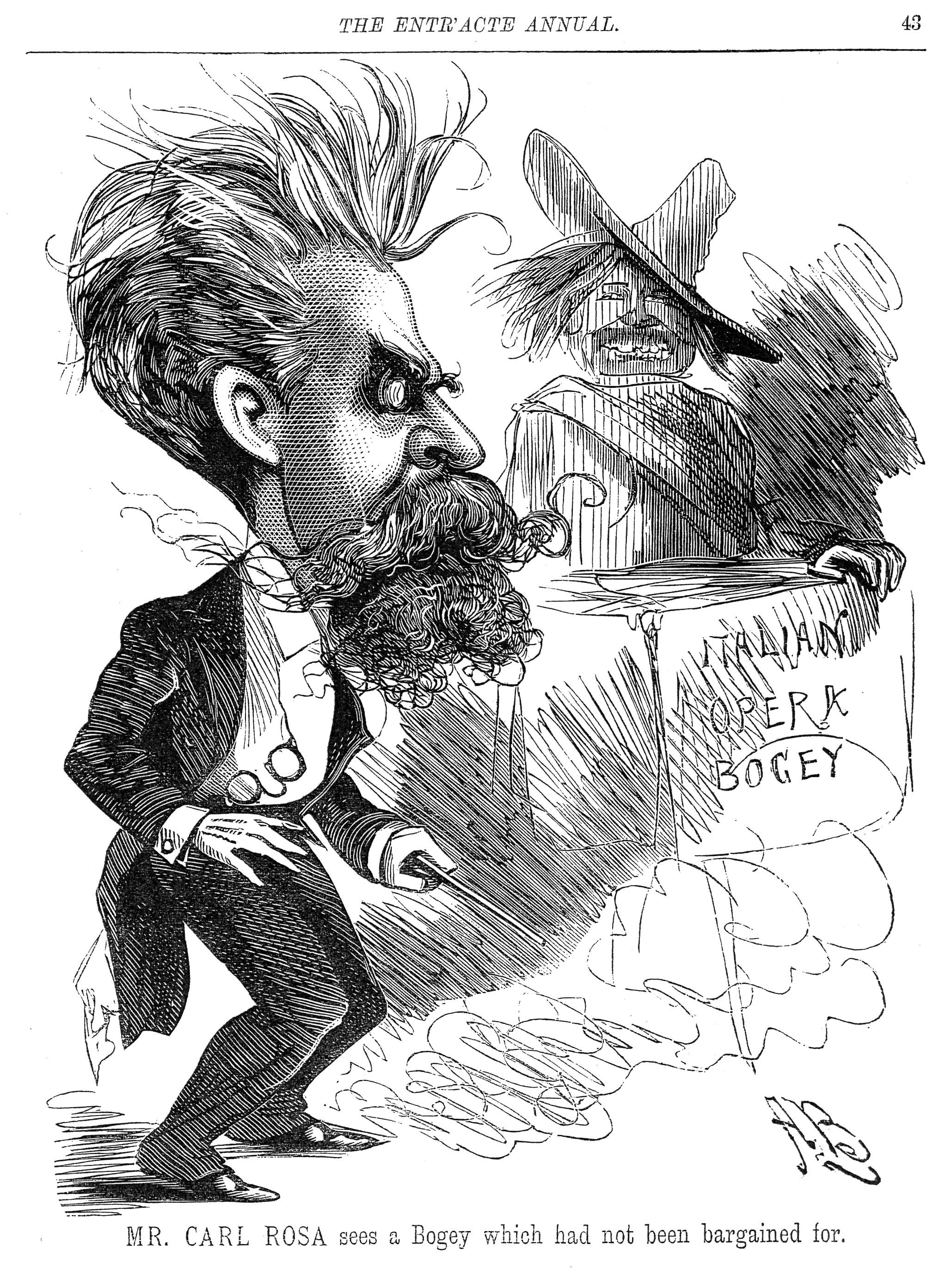
Carl Rosa sorprendido por el fantasma de la ópera italiana en una caricatura de 1886 de Alfred Bryan.

La primera temporada de la compañía en Londres se abrió con el estreno en el Princess's Theatre en septiembre de 1875, interpretando Las bodas de Fígaro, con Charles Santley como Fígaro y Rose Hersee como Susana. En 1876, Rosa organizó una segunda temporada en Londres, que contó con la primera representación en inglés de El holandés errante con Santley en el papel principal. Durante los siguientes quince años, bajo la dirección de Rosa, la compañía prosperó y obtuvo buenas críticas, con giras provinciales y temporadas en Londres, frecuentemente junto con Augustus Harris en el Drury Lane Theatre. Fue tal el éxito de la empresa que en un momento dado, se establecieron hasta tres compañías de Carl Rosa en gira. Rosa contrató a Alberto Randegger como director musical de la compañía entre 1879 y 1885. En 1880, George Grove escribía: "La cuidada forma en que se disponen las óperas en los escenarios, el número de ensayos, la eminencia de los intérpretes y la excelencia de los artistas han comenzado a dar sus correspondientes frutos, y la Compañía de Ópera Carl Rosa hace una justa apuesta para convertirse en una permanente institución inglesa." En 1892, la Compañía de la Gran Ópera de Rosa ofreció una interpretación para la realeza de La hija del regimiento en el Castillo de Balmoral.
Rosa introdujo muchas obras del repertorio operístico importante en Inglaterra por primera vez, interpretando unas 150 óperas diferentes a lo largo de los años. Además de Santley y Hersee, Minnie Hauk, Joseph Maas, Barton McGuckin y Giulia Warwick fueron algunos de los cantantes más famosos asociados con la compañía durante sus primeros años. Rosa también alentó y apoyó nuevas obras de compositores ingleses. Pauline de Frederic Hymen Cowen (1876), Esmeralda de Arthur Goring Thomas (1883), Colomba de Alexander MacKenzie (1883) y The Troubabour, y The Canterbury Pilgrims (1884) de Charles Villiers Stanford fueron encargadas por la compañía. Las óperas inglesas anteriores de Wallace, Balfe y Julius Benedict también se incluyeron en su repertorio. Un obituario señalaba: "Durante mucho tiempo había esperado con ansias que sir Arthur Sullivan hubiera compuesto una gran ópera, y hasta el último momento, había esperado haber podido producirla". Poco antes de su muerte, Rosa lanzó una compañía de ópera ligera que debutó con Paul Jones de Robert Planquette.

## Legado de Carl Rosa

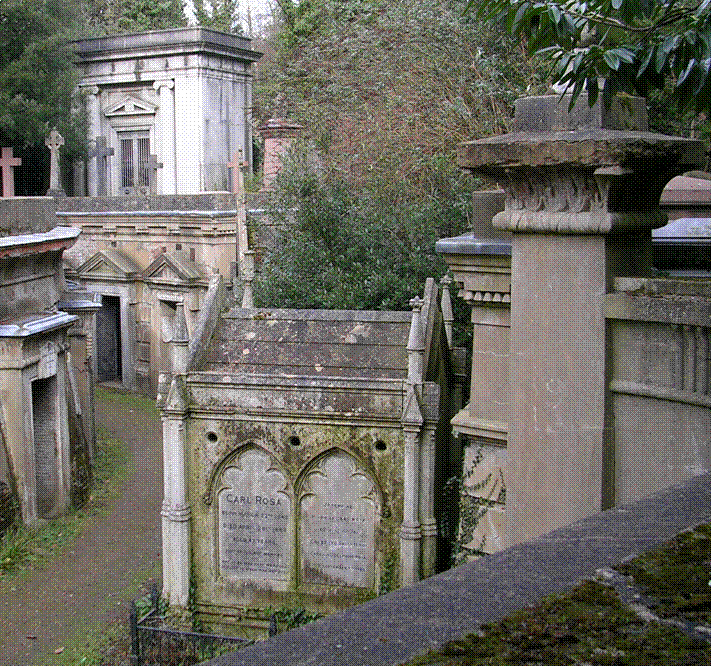
Tumba de Rosa, su segunda esposa Josephine y su hija Violet en el cementerio de Highgate, Londres.

Rosa murió repentinamente en París, el 30 de abril de 1889, y fue enterrada en el cementerio de Highgate, Londres. La reina Victoria en 1893 otorgó a su compañía el título de Royal Carl Rosa Opera Co. El lugar que ha dejado Rosa en la música inglesa puede medirse, entre otros, por el número de prominentes músicos que asistieron a su funeral, incluidos Sullivan, Stanford, Mackenzie o George Grove, junto con Richard D'Oyly Carte, George Edwardes y Augustus Harris.
Rosa había demostrado que la ópera inglesa podía ser un éxito artístico y financiero. En una conferencia conmemorativa, el crítico Herman Klein decía de él: "Desde un punto de vista artístico, logró triunfo tras triunfo; sacó a la ópera inglesa del pantano de abatimiento en el que se encontraba en 1875." Tanto durante su vida como después de su muerte, su compañía tuvo mucho que ver con la popularización de la ópera en Inglaterra, alentando a los compositores nativos y capacitando a muchos cantantes que pudieron entrar en carreras internacionales. Su compañía sobrevivió a su muerte y continuó interpretando ópera en inglés hasta 1960. Una nueva compañía de ópera, usando el nombre, fue revivida en 1997 bajo la dirección artística de Peter Mulloy. Esta compañía interpreta operetas de Gilbert y Sullivan y otras óperas ligeras, así como grand opéra.